# 6208 Wakata
6208 Wakata este un asteroid din centura principală de asteroizi.

## Descriere
6208 Wakata este un asteroid din centura principală de asteroizi. A fost descoperit pe 3 decembrie 1988 la Kitami de Kin Endate și Kazuro Watanabe. El prezintă o orbită caracterizată de o semiaxă mare de 2,25 ua, o excentricitate de 0,10 și o înclinație de 0,9° în raport cu ecliptica.